# Maucourt-sur-Orne
Maucourt-sur-Orne är en kommun i departementet Meuse i regionen Grand Est (tidigare regionen Lorraine) i nordöstra Frankrike. Kommunen ligger i kantonen Étain som tillhör arrondissementet Verdun. År 2022 hade Maucourt-sur-Orne 49 invånare.

## Befolkningsutveckling
Antalet invånare i kommunen Maucourt-sur-Orne
| Referens: INSEE |